# Abigél Joó
Abigél Joó (* 6. August 1990 in Budapest) ist eine ehemalige ungarische Judoka. Sie war 2010 und 2012 Europameisterin.

## Karriere
Abigél Joó war 2006 Dritte der Kadetteneuropameisterschaften in der Gewichtsklasse bis 63 Kilogramm. 2007 gewann sie in der gleichen Gewichtsklasse Bronze bei den U20- und bei den U23-Europameisterschaften. 2008 war sie in der Gewichtsklasse bis 70 Kilogramm U20-Europameisterin und Dritte der U20-Weltmeisterschaften. 2009 siegte sie bei den U20- und bei den U23-Europameisterschaften und war Dritte der U20-Weltmeisterschaften.
Die 1,83 m große Abigél Joó war 2008 und 2009 Ungarische Meisterin im Mittelgewicht. 2010 rückte sie ins Halbschwergewicht auf, die Gewichtsklasse bis 78 Kilogramm. Hier war sie 2010, 2011 und von 2013 bis 2017 ungarische Meisterin. Bei den Europameisterschaften 2010 in Wien bezwang sie im Halbfinale die Französin Lucie Louette und im Finale Marhinde Verkerk aus den Niederlanden. Ende 2010 siegte sie zum zweiten Mal bei den U23-Europameisterschaften. 2011 belegte sie nach Niederlagen gegen Lucie Louette und die Slowenin Anamari Velenšek den fünften Platz bei den Europameisterschaften in Istanbul. Vier Monate später belegte sie den siebten Platz bei den Weltmeisterschaften 2011. Zum Jahresende gewann sie zum dritten Mal bei den U23-Europameisterschaften. Bei den Europameisterschaften 2012 in Tscheljabinsk siegte sie im Halbfinale über die Deutsche Luise Malzahn, im Finale bezwang sie die Französin Audrey Tcheuméo. Drei Monate später bei den Olympischen Spielen 2012 in London unterlag sie im Viertelfinale Kayla Harrison aus den Vereinigten Staaten. Nach einem Sieg in der Hoffnungsrunde über die Polin Daria Pogorzelec unterlag sie im Kampf um Bronze Audrey Tcheuméo und belegte den fünften Platz. Ende 2012 gewann sie zum vierten Mal bei den U23-Europameisterschaften.
Die Europameisterschaften 2013 fanden in Budapest statt. Im Halbfinale verlor Joó gegen Lucie Louette, im Kampf um Bronze bezwang sie Luise Malzahn. Im Finale der Universiade 2013 in Kasan bezwang Joó die Französin Madeleine Malonga. Bei den Europameisterschaften 2014 in Montpellier unterlag sie im Halbfinale Marhinde Verkerk, im Kampf um Bronze besiegte sie die zweite Niederländerin Guusje Steenhuis. In den nächsten beiden Jahren belegte sie jeweils den siebten Platz bei den Europameisterschaften 2015 und 2016. Bei den Olympischen Spielen 2016 in Rio de Janeiro unterlag sie wie vier Jahre zuvor im Viertelfinale der späteren Olympiasiegerin Kayla Harrison. In Rio de Janeiro belegte Joó den siebten Platz, nachdem sie in der Hoffnungsrunde gegen die Kubanerin Yalennis Castillo verlor. Bei den Europameisterschaften 2017 in Warschau verlor Joó im Halbfinale gegen Audrey Tcheuméo, gewann aber durch einen Sieg über die Slowenin Klara Apotekar eine Bronzemedaille. Zum Abschluss ihrer internationalen Karriere startete Abigél Joó bei den Weltmeisterschaften 2017 in ihrer Heimatstadt Budapest. Sie schied aber schon im Achtelfinale gegen die Kubanerin Kaliema Antomarchi aus.